# I Don’t Wanna Stop (singel Ozzy’ego Osbourne’a)
I Don’t Wanna Stop – singel brytyjskiego wokalisty i muzyka Ozzy’ego Osbourne’a, będący pierwszym z singli promujących wydany 22 maja 2007 roku album Black Rain. Został wydany w formacie CD w 2007 roku w Europie i Stanach Zjednoczonych nakładem Epic Records, a ponadto w Finlandii nakładem Sony BMG Music Entertainment oraz w Wielkiej Brytanii nakładem Columbia Records.

## Znaczenie tekstu
Tekst utworu „I Don’t Wanna Stop” po prostu wyjaśnia, że Ozzy Osbourne nie chce przestać występować i grać muzyki.

## Teledysk
Teledysk do „I Don’t Wanna Stop” został opublikowany w 2007 roku w Stanach Zjednoczonych. Jego reżyserem był Tony T. Ushino. 4-minutowy klip ukazuje zachmurzone pomarańczowe niebo, na tle którego latają nietoperze. Ozzy Osbourne śpiewa, podczas gdy jego zespół: gitarzysta Zakk Wylde, basista Rob „Blasko” Nicholson i perkusista Mike Bordin, gra wokół niego. Za nimi pojawiają się ujęcia dużego drzewa. 

## Wykonania i wykorzystanie
Utwór „I Don’t Wanna Stop” był głównym motywem muzycznym zorganizowanej 20 maja 2007 roku gali wrestlingowej federacji WWE o nazwie Judgment Day. Wcześniej Ozzy Osbourne wykonał utwór na żywo na potrzeby wyemitowanego 18 maja 2007 roku odcinka telewizyjnego programu WWE, Friday Night SmackDown, który nagrano w hali Mariner Arena w Baltimore.
Utwór wykorzystywał jako swój motyw muzyczny związany z federacją Ring of Honor amerykański wrestler Brent Albright.
25 maja 2007 roku Ozzy Osbourne wykonał na żywo „I Don’t Wanna Stop” w talk-show Friday Night with Jonathan Ross, emitowanym na kanale BBC One. 
Utwór „I Don’t Wanna Stop” był nominowany do nagrody Grammy w kategorii Best Hard Rock Performance na 50. ceremonii wręczenia tych nagród, jednak przegrał z utworem „The Pretender” zespołu Foo Fighters.
Piosenka trafiła na ścieżkę dźwiękową wydanej 14 sierpnia 2007 roku komputerowej gry sportowej Madden NFL 08. Znalazła się także w zestawieniu oddanych do dyspozycji gracza piosenek w grze muzycznej Guitar Hero: On Tour. 15 czerwca 2010 roku udostępniony został jako zawartość do pobrania (downloadable content) pakiet sześciu utworów Ozzy’ego Osbourne’a do gier muzycznych z serii Rock Band, w którym był również obecny „I Don’t Wanna Stop”.

## Lista utworów
Opracowano na podstawie materiału źródłowego.
| Nr | Tytuł utworu         | Słowa                                   | Długość |
| -- | -------------------- | --------------------------------------- | ------- |
| 1. | „I Don’t Wanna Stop” | Kevin Churko, Ozzy Osbourne, Zakk Wylde | 3:59    |

## Twórcy
Opracowano na podstawie materiału źródłowego.
Muzycy
- Ozzy Osbourne – wokal
- Zakk Wylde – gitara
- Rob „Blasko” Nicholson – gitara basowa
- Mike Bordin – perkusja

Produkcja
- Kevin Churko, Ozzy Osbourne – produkcja muzyczna
- Roger Rich – fotografie

## Notowania na listach przebojów tygodnikaBillboard
| Lista (2007)                                | Pozycja |
| ------------------------------------------- | ------- |
| Kanada (Canadian Hot 100)                   | 21      |
| Stany Zjednoczone (Hot 100)                 | 61      |
| Stany Zjednoczone (Mainstream Rock Airplay) | 1       |